# Fox Movietone Follies of 1929
Fox Movietone Follies of 1929 ist ein US-amerikanisches Filmmusical von David Butler und Marcel Silver aus dem Jahr 1929.

## Handlung
George Shelby, der aus Virginia stammt, verliebt sich in den Broadway-Star Lila Beaumont. Deswegen zieht er nach New York, um seiner Geliebten näher zu sein. Nach vielen Umständen kommen sich die beiden näher.

## Hintergrund
Der Film wurde von der Produktionsfirma Fox Film Corporation fertiggestellt. Die Filmaufnahmen entstanden in New York City, Palm Beach (Florida) und Havanna. Der Film wurde in Mono und größtenteils in Schwarz-Weiß aufgenommen. Eine spätere Fassung des Films wurde als Farbfilm vorgeführt. Der Film gilt gegenwärtig als verschollen.
Der Film hatte am 22. Mai 1929 seine Premiere in den USA.

## Rezeption
Mordaunt Hall von der New York Times befand die Comedy als „einfältig“, war aber von den Bildern „positiv überrascht“.